# Clan Nitta

Emblème (mon) du clan Nitta.

Le clan Nitta (新田氏, Nitta-shi) est un clan du Japon médiéval qui descend du clan Minamoto et plus précisément de Minamoto no Yoshishige. Le clan est l'un des plus grands ennemis du shogunat des Ashikaga et ensuite des régents du clan Hōjō.
Le clan Nitta commence à prendre de l'importance au début du XIIIe siècle. Il contrôle alors la province de Kozuke et exerce une petite influence sur la ville de Kamakura, capitale des Ashikaga.
Le clan joue un rôle important en s'alliant au clan Date et en soutenant la cour du Sud lors de la période du Nanboku-chō.

## Membres
- Nitta Yoshiaki : fils de Yoshisada
- Nitta Yoshioki : fils de Yoshisada
- Nitta Yoshimune : fils de Yoshisada
- Wakiya Yoshisuke : frère de Yoshisada et fondateur du clan Wakiya
- Minamoto no Yoshishige / Nitta Yoshishige
- Nitta Yoshikane
- Nitta Yoshihusa
- Nitta Masayoshi
- Nitta Masauji
- Nitta Motouji
- Nitta Tomouji
- Nitta Yoshisada (1301-1338)